# Boels Ladies Tour 2016
De Boels Ladies Tour 2016 werd verreden van dinsdag 30 augustus tot en met zondag 4 september in Nederland. Het was de 19e editie van de rittenkoers, die valt in de UCI 2.1-categorie. De ronde telde zes etappes, inclusief een ploegentijdrit. Titelverdedigster was de Duitse Lisa Brennauer.
Op 30 augustus werd de eerste etappe in Tiel gewonnen door de Deense Amalie Dideriksen. Haar ploeg Boels Dolmans won een dag later de ploegentijdrit in Gennep. Hierdoor had Chantal Blaak aan de derde plek genoeg om de leiding over te nemen in Sittard-Geleen in de derde etappe, die gewonnen werd door de Poolse Katarzyna Niewiadoma. In de vierde etappe bleef een kopgroep van 14 rensters vooruit, waarvan Sarah Roy de sprint won in 's-Hertogenbosch. De vijfde etappe liep in Tiel wederom uit op een sprint die gewonnen werd door Lisa Brennauer. De slotrit finishte net als het jaar ervoor boven op de Cauberg in Valkenburg; Niewiadoma boekte haar tweede ritzege en verzekerde zich daardoor van de punten- en de jongerentrui. Ellen van Dijk en Alena Amjaljoesik finishten als tweede en derde en eindigden ook op deze plaatsen in het eindklassement. Hierin behield Blaak drie seconden voorsprong op haar ploeggenote Van Dijk en won naast het eind- ook het combinatieklassement. Roxane Knetemann won de bergtrui en was de meest strijdlustige renster, Winanda Spoor won het tussensprintklassement.

## Teams
Aan deze editie namen tien UCI-teams deel, vier clubteams en de nationale selectie van Noorwegen.
| Nrs.  | UCI-teams     |
| ----- | ------------- |
| 1-6   | Canyon-SRAM   |
| 11-16 | Wiggle High5  |
| 21-26 | Rabobank-Liv  |
| 31-36 | Boels Dolmans |
| 41-46 | Orica-AIS     |

| Nrs.  | UCI-teams              |
| ----- | ---------------------- |
| 51-56 | Hitec Products         |
| 61-66 | Liv-Plantur            |
| 71-76 | Lotto Soudal Ladies    |
| 81-85 | Parkhotel Valkenburg   |
| 91-96 | Lensworld.eu - Zannata |

| Nrs.    | Clubteams en nationale selectie |
| ------- | ------------------------------- |
| 101-106 | GRC Jan van Arckel              |
| 111-116 | NWVG Bathoorn / WV De Kannibaal |
| 121-126 | Restore Cycling                 |
| 131-136 | Swaboladies                     |
| 141-146 | Noorwegen                       |

## Etappe-overzicht
| etappe | datum       | start            | finish           | profiel        | afstand  | winnaar              | klassementsleider |
| ------ | ----------- | ---------------- | ---------------- | -------------- | -------- | -------------------- | ----------------- |
| 1e     | 30 augustus | Tiel             | Tiel             | Vlakke rit     | 103,1 km | Amalie Dideriksen    | Amalie Dideriksen |
| 2e     | 31 augustus | Gennep           | Gennep           | Ploegentijdrit | 26,4 km  | Boels Dolmans        | Amalie Dideriksen |
| 3e     | 1 september | Sittard-Geleen   | Sittard-Geleen   | Heuvelrit      | 122,6 km | Katarzyna Niewiadoma | Chantal Blaak     |
| 4e     | 2 september | 's-Hertogenbosch | 's-Hertogenbosch | Vlakke rit     | 110,8 km | Sarah Roy            | Chantal Blaak     |
| 5e     | 3 september | Tiel             | Tiel             | Vlakke rit     | 115,7 km | Lisa Brennauer       | Chantal Blaak     |
| 6e     | 4 september | Bunde            | Valkenburg       | Heuvelrit      | 119,4 km | Katarzyna Niewiadoma | Chantal Blaak     |

## Etappe-uitslagen

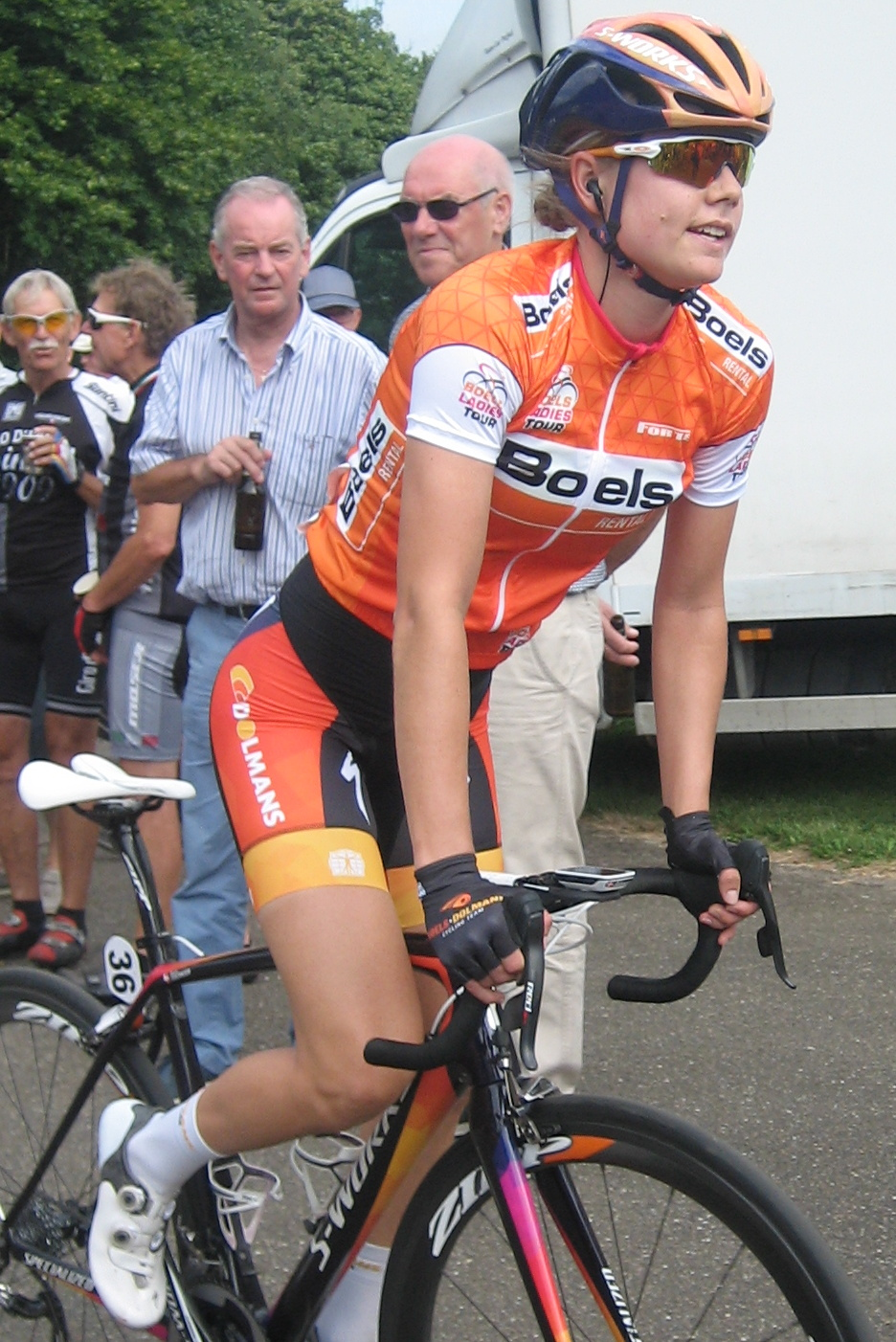
Amalie Dideriksen droeg de leiderstrui in etappe twee en drie.

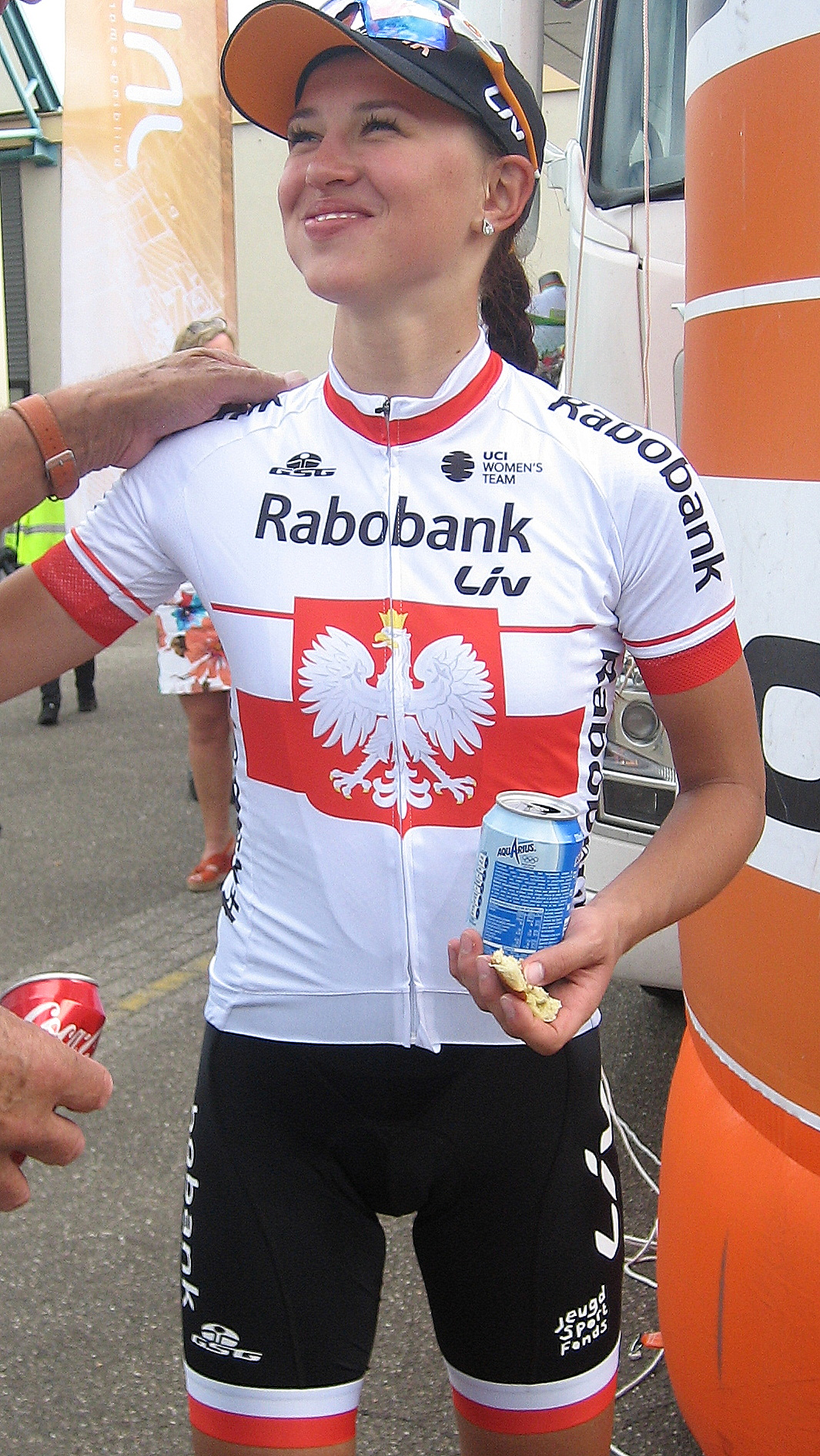
Katarzyna Niewiadoma na de eerste van haar twee etappezeges.

### 1e etappe
| Dinsdag 30 augustus: Tiel - Tiel (103,1 km) |                   |               |          |
| Plaats                                      | Naam              | Ploeg         | Tijd     |
| Winnaar                                     | Amalie Dideriksen | Boels Dolmans | 2u36'35" |
| 2                                           | Sara Mustonen     | Liv-Plantur   | z.t.     |
| 3                                           | Barbara Guarischi | Canyon-SRAM   | z.t.     |
| 4                                           | Loren Rowney      | Orica-AIS     | z.t.     |
| 5                                           | Ellen van Dijk    | Boels Dolmans | z.t.     |

### 2e etappe (TTT)
| Woensdag 31 augustus: Gennep - Gennep (26,4 km) |                      |       |         |
| Plaats                                          | Naam                 | Ploeg | Tijd    |
| Winnaar                                         | Boels Dolmans        |       | 30'58"  |
| 2                                               | Canyon-SRAM          |       | + 33"   |
| 3                                               | Rabobank-Liv         |       | + 1'05" |
| 4                                               | Wiggle High5         |       | + 1'16" |
| 5                                               | Parkhotel Valkenburg |       | + 1'24" |

### 3e etappe

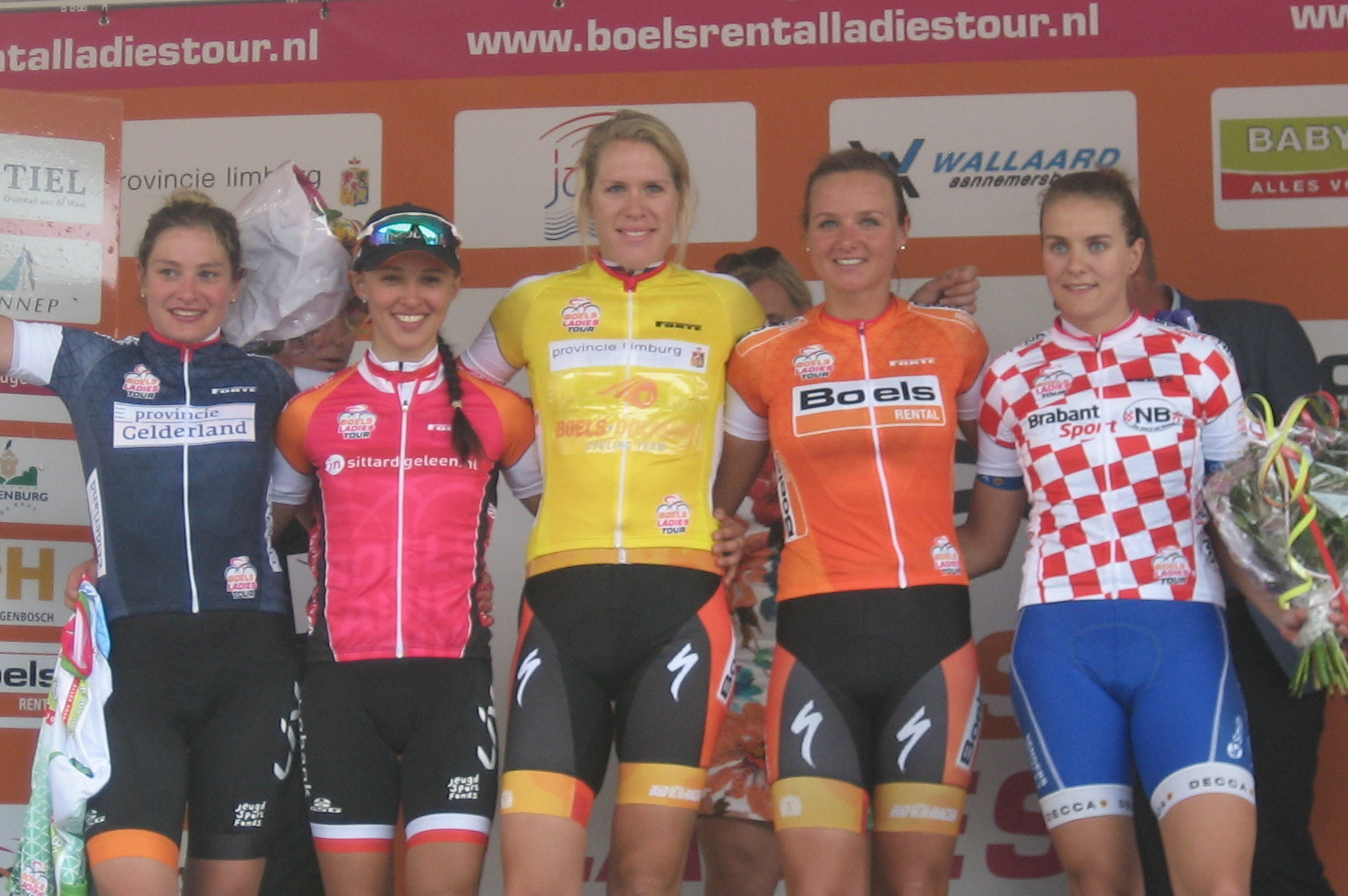
Truidragers na de derde etappe.

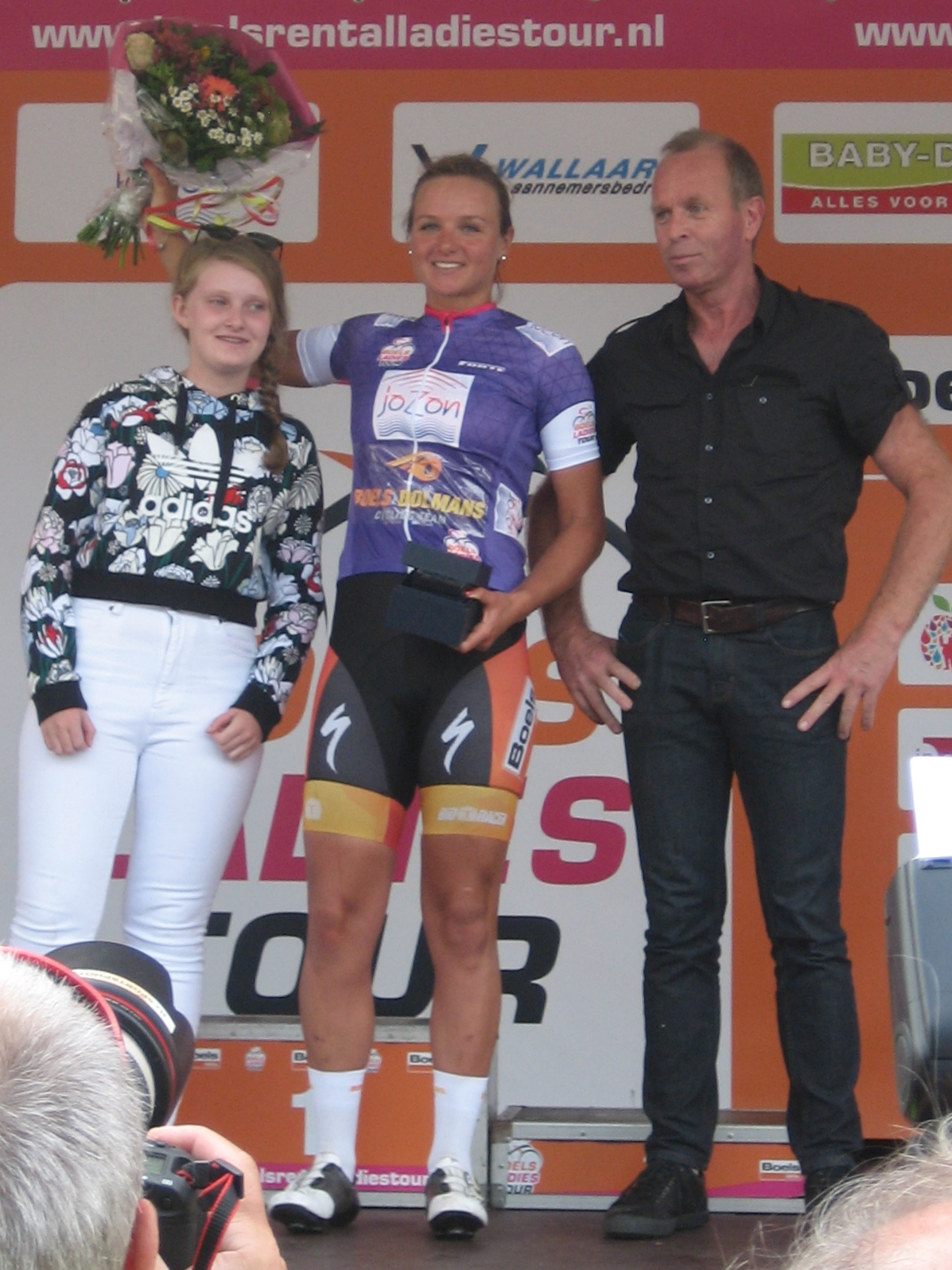
Chantal Blaak in de paarse trui van het combinatieklassement.

| Donderdag 1 september: Sittard-Geleen - Sittard-Geleen (122,6 km) |                      |               |          |
| Plaats                                                            | Naam                 | Ploeg         | Tijd     |
| Winnaar                                                           | Katarzyna Niewiadoma | Rabobank-Liv  | 3u20'21" |
| 2                                                                 | Amy Pieters          | Wiggle High5  | z.t.     |
| 3                                                                 | Chantal Blaak        | Boels Dolmans | z.t.     |
| 4                                                                 | Alena Amjaljoesik    | Canyon-SRAM   | z.t.     |
| 5                                                                 | Leah Kirchmann       | Liv-Plantur   | z.t.     |

### 4e etappe
| Vrijdag 2 september: 's-Hertogenbosch - 's-Hertogenbosch (110,8 km) |                  |                        |          |
| Plaats                                                              | Naam             | Ploeg                  | Tijd     |
| Winnaar                                                             | Sarah Roy        | Orica-AIS              | 2u45'38" |
| 2                                                                   | Evy Kuijpers     | GRC Jan van Arckel     | z.t.     |
| 3                                                                   | Susanne Andersen | Noorwegen              | z.t.     |
| 4                                                                   | Nina Kessler     | Lensworld.eu - Zannata | z.t.     |
| 5                                                                   | Riejanne Markus  | Liv-Plantur            | z.t.     |

### 5e etappe
| Zaterdag 3 september: Tiel - Tiel (115,7 km) |                           |                        |          |
| Plaats                                       | Naam                      | Ploeg                  | Tijd     |
| Winnaar                                      | Lisa Brennauer            | Canyon-SRAM            | 2u52'30" |
| 2                                            | Loren Rowney              | Orica-AIS              | z.t.     |
| 3                                            | Jolien D'Hoore            | Wiggle High5           | z.t.     |
| 4                                            | Nina Kessler              | Lensworld.eu - Zannata | z.t.     |
| 5                                            | Maria Giulia Confalonieri | Lensworld.eu - Zannata | z.t.     |

### 6e etappe
| Zondag 4 september: Bunde - Valkenburg (119,4 km) |                      |               |          |
| Plaats                                            | Naam                 | Ploeg         | Tijd     |
| Winnaar                                           | Katarzyna Niewiadoma | Rabobank-Liv  | 3u24'21" |
| 2                                                 | Ellen van Dijk       | Boels Dolmans | + 03"    |
| 3                                                 | Alena Amjaljoesik    | Canyon-SRAM   | z.t.     |
| 4                                                 | Anna van der Breggen | Rabobank-Liv  | + 05"    |
| 5                                                 | Amy Pieters          | Wiggle High5  | z.t.     |

## Eindklassementen

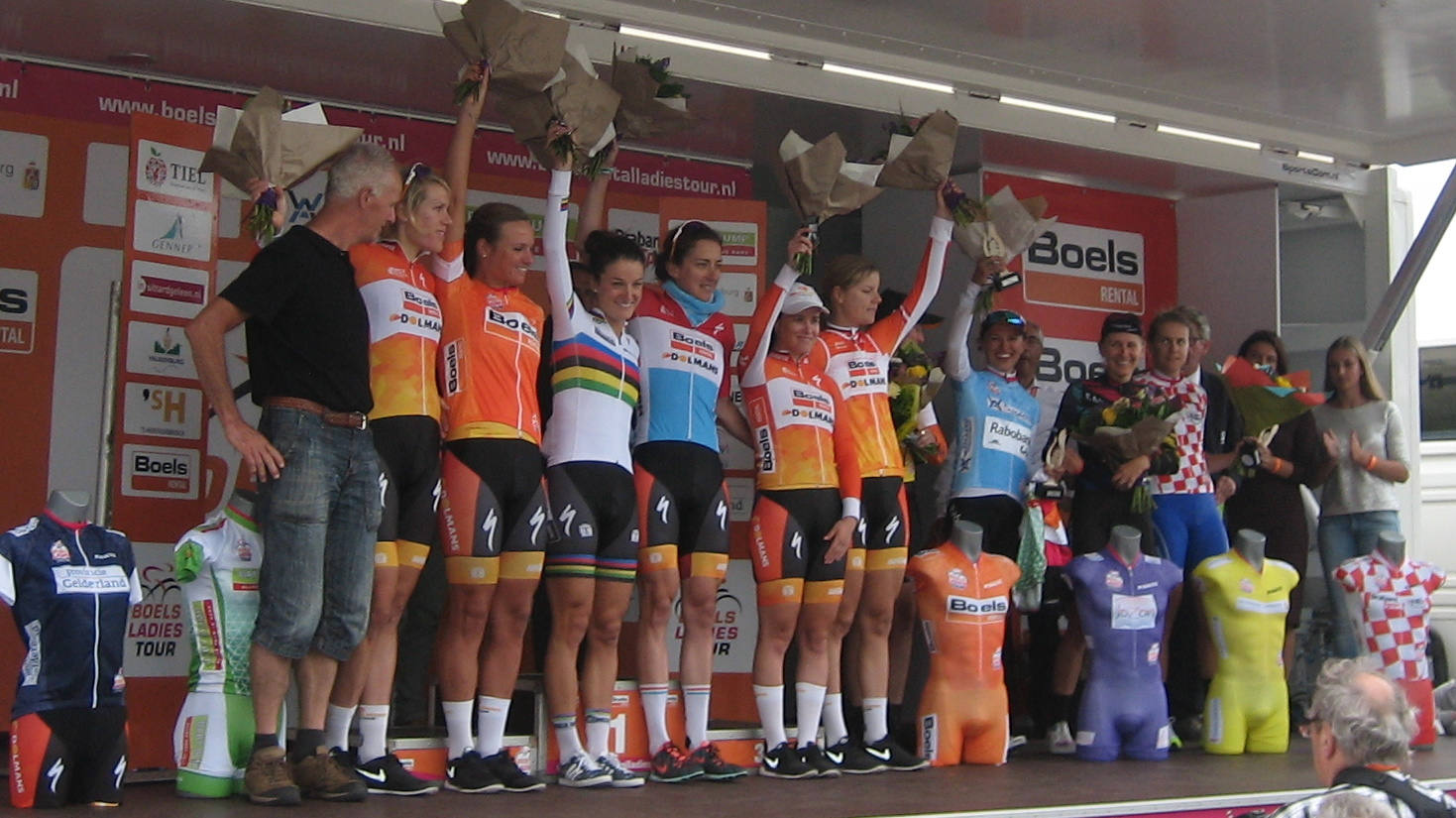
Eindpodium met de beste ploeg en alle truidragers.

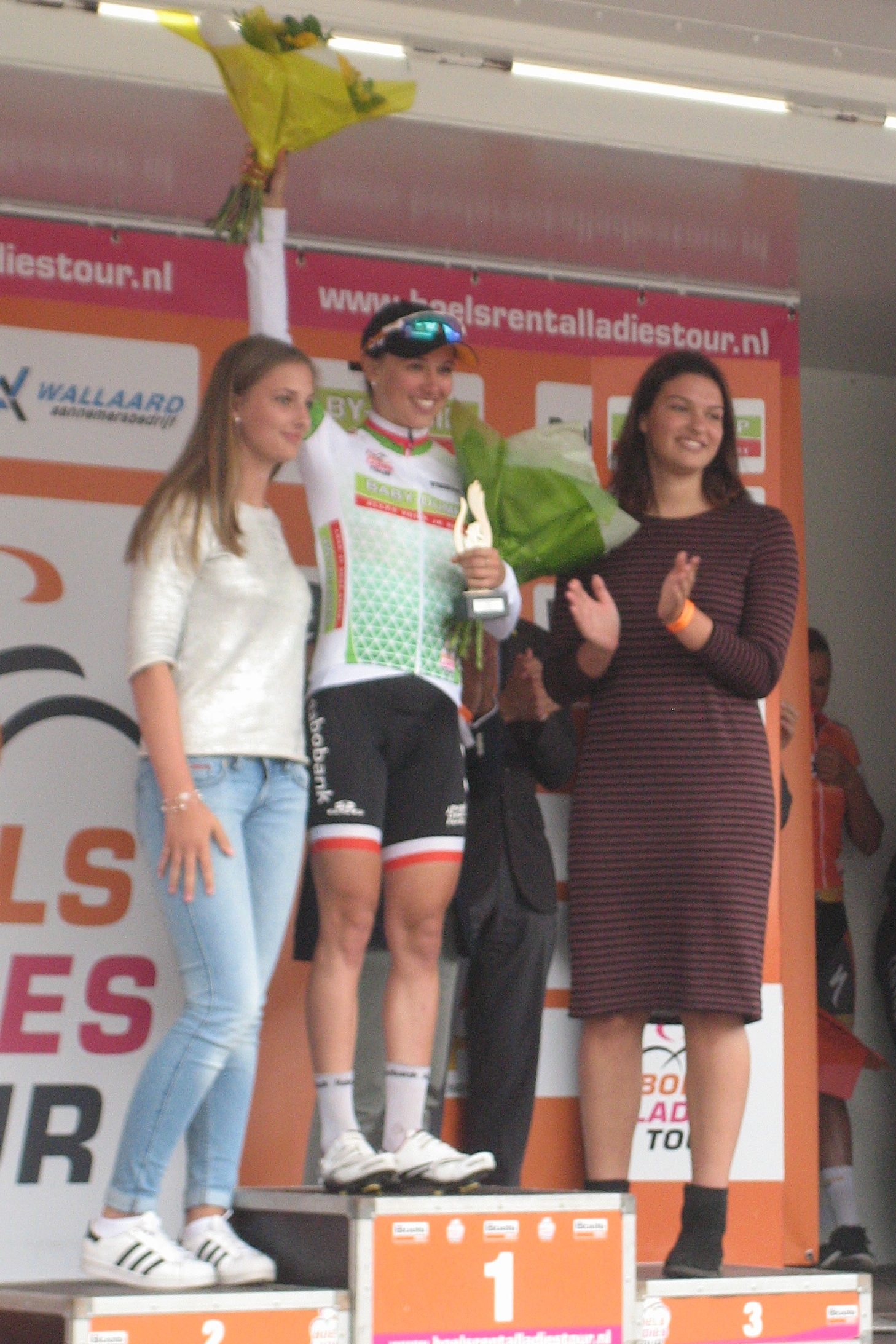
Niewiadoma won de groene trui.

### Algemeen klassement
| Plaats      | Naam                 | Ploeg                | Tijd      |
| ----------- | -------------------- | -------------------- | --------- |
| Oranje trui | Chantal Blaak        | Boels Dolmans        | 15u35'01" |
| 2           | Ellen van Dijk       | Boels Dolmans        | + 03"     |
| 3           | Alena Amjaljoesik    | Canyon-SRAM          | + 41"     |
| 4           | Karol-Ann Canuel     | Boels Dolmans        | + 49"     |
| 5           | Katarzyna Niewiadoma | Rabobank-Liv         | + 52"     |
| 6           | Amy Pieters          | Wiggle High5         | + 1'17"   |
| 7           | Anna van der Breggen | Rabobank-Liv         | + 1'32"   |
| 8           | Lisa Brennauer       | Canyon-SRAM          | + 1'38"   |
| 9           | Hanna Solovej        | Parkhotel Valkenburg | + 2'18"   |
| 10          | Leah Kirchmann       | Liv-Plantur          | + 2'23"   |

### Puntenklassement
| Plaats      | Naam                 | Ploeg         | Punten |
| ----------- | -------------------- | ------------- | ------ |
| Groene trui | Katarzyna Niewiadoma | Rabobank-Liv  | 50     |
| 2           | Ellen van Dijk       | Boels Dolmans | 43     |
| 3           | Chantal Blaak        | Boels Dolmans | 41     |

### Bergklassement

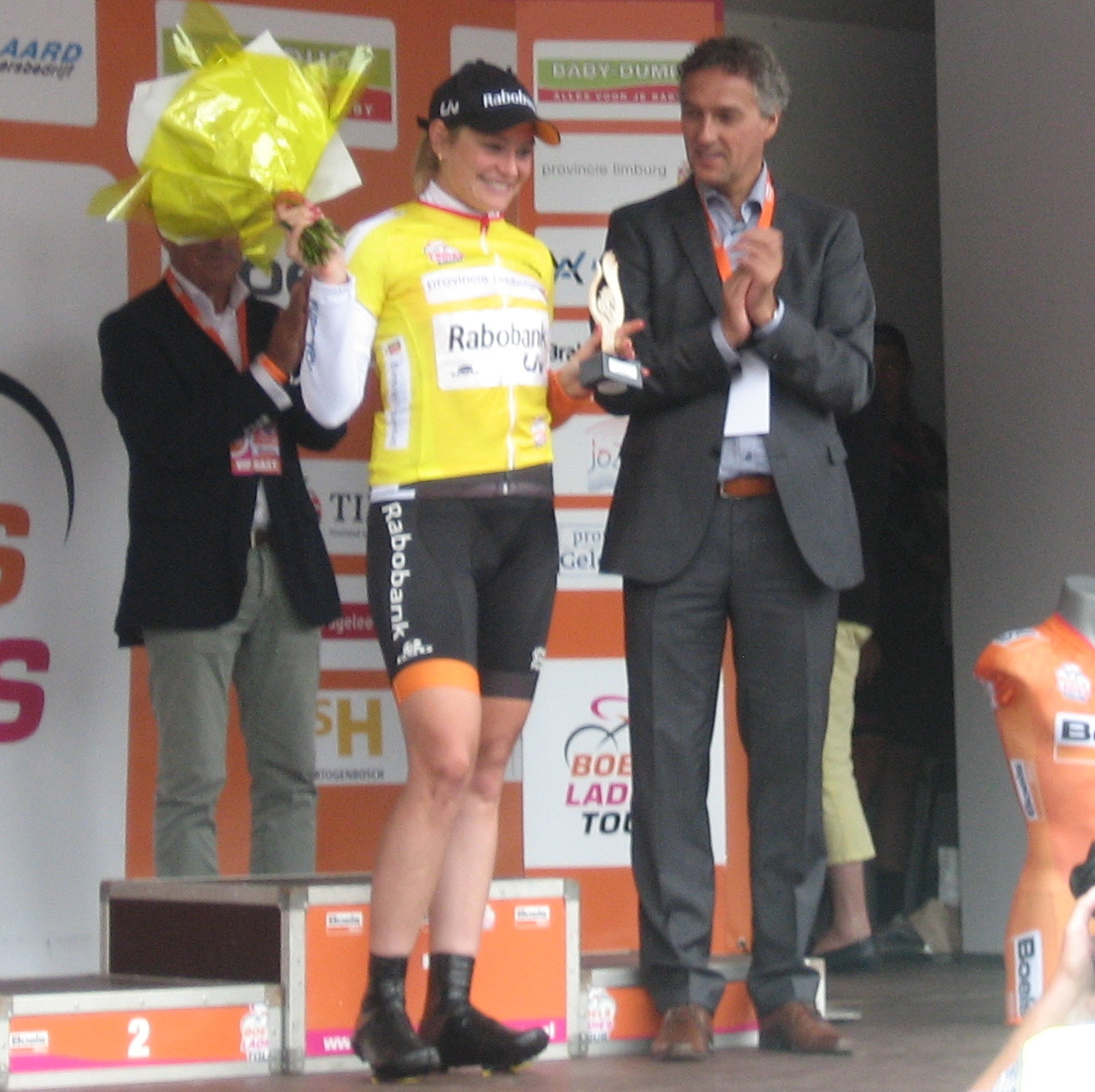
Knetemann won de gele bergtrui.

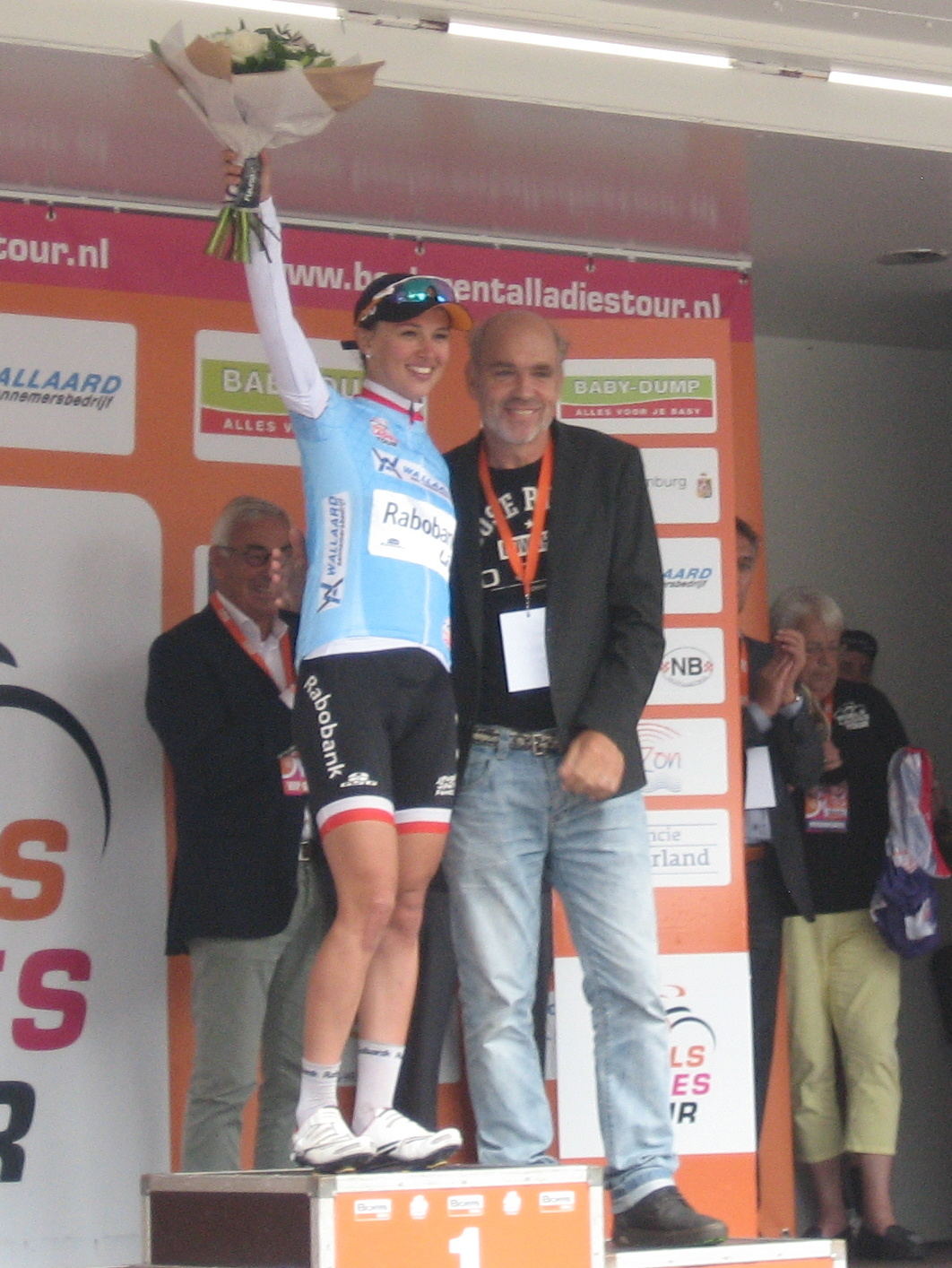
Niewiadoma won de blauwe trui.

| Plaats    | Naam                 | Ploeg         | Punten |
| --------- | -------------------- | ------------- | ------ |
| Gele trui | Roxane Knetemann     | Rabobank-Liv  | 22     |
| 2         | Elizabeth Armitstead | Boels Dolmans | 12     |
| 3         | Katarzyna Niewiadoma | Rabobank-Liv  | 7      |

### Jongerenklassement
| Plaats      | Naam                 | Ploeg                  | Tijd      |
| ----------- | -------------------- | ---------------------- | --------- |
| Blauwe trui | Katarzyna Niewiadoma | Rabobank-Liv           | 15u35'53" |
| 2           | Riejanne Markus      | Liv-Plantur            | + 4'31"   |
| 3           | Alice Maria Arzuffi  | Lensworld.eu - Zannata | + 7'22"   |

### Tussensprints
| Plaats        | Naam             | Ploeg                  | Punten |
| ------------- | ---------------- | ---------------------- | ------ |
| Bolletjestrui | Winanda Spoor    | Lensworld.eu - Zannata | 10     |
| 2             | Natalie van Gogh | Parkhotel Valkenburg   | 7      |
| 3             | Roxane Knetemann | Rabobank-Liv           | 5      |